# Cinosarge
Il Cinosarge (in greco antico: Κυνόσαργες?, Cynósarghes) era un ginnasio pubblico situato appena fuori le mura di Atene, sulla sponda meridionale del fiume Ilisso, nel demo di Diomea.
Il suo nome deriva dalle parole κυνός (genitivo di κύων, "cane") e ἀργός ("splendente" o, riferito ad un cane, "veloce"). La Suda narra che, nel momento in cui l'ateniese Didimo stava effettuando un ricco sacrificio, un cane bianco (o rapido) apparve e strappò l'offerta; a causa dell'accaduto Didimo si spaventò, ma ricevette un messaggio oracolare che lo invitava ad erigere un tempio a Eracle nel luogo dove il cane aveva lasciato cadere l'offerta. La Suda riporta anche una versione secondo la quale la vittima sacrificale prescelta era un cane bianco, afferrato e poi lasciato cadere da un'aquila.
Erodoto cita un santuario in quel luogo nel 490 a.C., quando gli Ateniesi vi si accamparono dopo la battaglia di Maratona e sventarono così un tentativo di sbarco al Falero da parte dei Persiani. Nel santuario Eracle era associato anche a sua madre Alcmena, a sua moglie Ebe e al suo aiutante Iolao. In quel luogo fu eretto un nuovo ginnasio: fu concepito soprattutto per i nothoi, i figli illegittimi. Il Cinosarge era anche il luogo in cui il primo cinico Antistene, secondo quanto si dice, tenne lezione, fatto che è stato fornito come una spiegazione del motivo per cui i cinici si chiamavano in questo modo.